# حصة الرهبان
قرية حصة الرهبان هي إحدى القرى التابعة لمركز ديرب نجم في محافظة الشرقية في جمهورية مصر العربية. حسب إحصاءات سنة 2006، بلغ إجمالي السكان في حصة الرهبان 3376 نسمة، منهم 1793 رجل و1583 امرأة.

## التاريخ
قرية حصة الرهبان من القرى القديمة، حيث وردت باسم «حصة بوهة أتميدة» في أعمال الشرقية ضمن قرى الروك الناصري التي أحصاها ابن الجيعان في كتاب «التحفة السنية بأسماء البلاد المصرية». وفي العصر العثماني وردت باسم «حصة الرهبان» في التربيع العثماني الذي أجراه الوالي العثماني سليمان باشا الخادم في عصر السلطان العثماني سليمان القانوني ضمن قرى ولاية الشرقية، وفي تاريخ 1228هـ/1813م الذي عدّ قرى مصر بعد المسح الذي قام به محمد علي باشا باسم «حصة الرهبان» ضمن قرى مديرية الدقهلية حيث انتقلت تبعية القرية إلى مديرية الدقهلية في تاريخ 1228هـ، ثم عادت حديثًا إلى محافظة الشرقية.